# Malcolm Guthrie
Malcolm Guthrie (Hove, 10 febbraio 1903 – Londra, 22 novembre 1972) è stato un linguista britannico.
Nato nell'Essex, in Inghilterra, Regno Unito, da padre scozzese e madre olandese, si trasferì in giovane età in Africa, nell'allora Congo Belga (odierna Repubblica Democratica del Congo).
Durante i suoi soggiorni africani si appassionò allo studio delle lingue bantu; divenne celebre per la prima classificazione di questa sottofamiglia linguistica, presentata tra la fine degli anni sessanta e i primi settanta e, con alcune modifiche, ancora oggi molto diffusa ed utilizzata.